# 第2次ヴァル・ファジュル作戦
第2次ヴァル・ファジュル作戦（だいにじヴァル・ファジュルさくせん）は、イラン・イラク戦争中、イラン軍によるイラク・クルディスタン地域に対する攻勢作戦である。

## 概要
イラン軍はイラクの大動脈であるバスラ街道を遮断すべく、イラク軍の目を北部に向けさせる陽動作戦として本作戦は実施された。

## 攻撃
1983年7月23日0200時、イラン軍は攻撃発起した。イラク第11旅団を撃破してイラク領ハジ・オムラン（スライマーニヤ東南50kmの地点）を占領した。同日イラク軍は、航空攻撃と共に共和国防衛隊第72機甲旅団を投入、フセイン大統領やハイラッラー国防相が前線視察に訪れた。翌7月24日にはイラク軍は約300ソーティの航空攻撃を加え、険峻な山岳地帯での攻勢は頓挫した。

## その後
ハーシェミー・ラフサンジャーニーマジェリス議長はキルクーク油田地帯に対し打撃を与える作戦であったとしたが、後日ヴェラーヤティー外相は山岳地帯における限定攻勢であったことを認めた。